# کرانی سفلی
کرانی سفلی، روستایی از توابع بخش مرکزی شهرستان کرمانشاه در استان کرمانشاه ایران است.

## جمعیت
این روستا در دهستان دورود فرامان قرار دارد و براساس سرشماری مرکز آمار ایران در سال ۱۳۸۵، جمعیت آن ۵۳۵ نفر (۱۲۹خانوار) بوده‌است.

## زبان
مردم ساکن روستای کرانی سفلی با زبان کردی کلهری و "کردی-لکی" تکلم می‌کنند.

## مذاهب
مردم روستای کرانی سفلی غالبا دارای مذهب تشیع و اقلیت آن پیرو آیین یارسان هستند.